# Bào quan
Bào quan là thành phần cấu trúc hợp thành tế bào. Trong sinh học tế bào, thì mỗi tế bào là một đơn vị xây dựng nên cơ thể, do đó mỗi bào quan được xem là tiểu đơn vị. Ví dụ ở một tế bào người, thì có nhiều loại bào quan: màng tế bào, nhân, nhiễm sắc thể, v.v (hình đầu trang).
Tên gọi "bào quan" xuất phát từ quan niệm so sánh rằng một cơ thể (như một con gia súc) có nhiều loại cơ quan (như tim, phổi,và các cơ quan khác trong cơ thể) hợp thành; thì một tế bào - tương tự vậy - cũng có nhiều "cơ quan" nhỏ hợp thành. Do đó, trong nhiều ngôn ngữ nước ngoài, thì nội hàm này được gọi là "cơ quan nhỏ", như ở tiếng Anh là organelle (phát âm IPA: /ɔːrɡəˈnɛl/), tiếng Đức là organell) dùng để chỉ một tiểu đơn vị chuyên ngành trong một tế bào có chức năng xác định. Mỗi bào quan thường được bao bọc bởi một lớp màng riêng.
Trước kia, người ta cho rằng sinh vật nhân sơ không có nội bào quan, nhưng do sự phát triển của các kĩ thuật nhiên cứu tế bào (đặc biệt là kính hiển vi huỳnh quang và kính hiển vi điện tử), thì các sinh vật này cũng có nhiều loại bào quan bên trong như nhiễm sắc thể, ti thể, lục lạp,... tuy ít nhiều có tính chất nguyên thủy.

## Hình ảnh

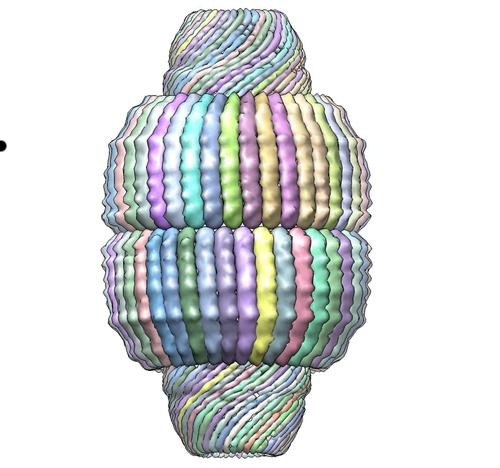